# Брайтон (индейская резервация)
Брайтон (англ. Brighton Seminole Indian Reservation) — индейская резервация племени семинолов во Флориде, округ Глейдс, расположена к северо-западу от озера Окичоби. Образована в 1930-х годах. Среди индейцев резервации есть носители маскогского языка.

## География
Общая площадь резервации составляет 148,015 км², из них 147,957 км² приходится на сушу и 0,058 км² — на воду.

## Демография
| Год переписи                    | Нас. |  | %±     |
| ------------------------------- | ---- |  | ------ |
| 2000                            | 566  |  | —      |
| 2010                            | 694  |  | 22,6%  |
| 2020                            | 438  |  | −36,9% |
| 2000–2020 U.S. Decennial Census |      |  |        |

По данным федеральной переписи населения 2000 года, в резервации проживало 566 человек.
Согласно федеральной переписи населения 2020 года в резервации проживало 438 человек, насчитывалось 177 домашних хозяйств и 242 жилых дома. Средний доход на одно домашнее хозяйство в индейской резервации составлял 108 194 доллара США. Около 11,3 % всего населения находились за чертой бедности, в том числе 12 % тех, кому ещё не исполнилось 18 лет, и ни одного старше 65 лет.
Расовый состав распределился следующим образом: белые — 144 чел., афроамериканцы — 40 чел., коренные американцы (индейцы США) — 151 чел., азиаты — 0 чел., океанийцы — 0 чел., представители других рас — 17 чел., представители двух или более рас — 86 человек; испаноязычные или латиноамериканцы любой расы составили 84 человека. Плотность населения составляла 2,96 чел./км².